# Catena sottomarina di Kodiak-Bowie
La catena sottomarina di Kodiak-Bowie, conosciuta anche come catena sottomarina di Pratt-Welker e montagne sottomarine di Kodiak, è una catena di montagne sottomarine situata nella regione sudorientale del golfo dell'Alaska che si estende dalla fossa delle Aleutine, a nord, alla montagna sottomarina di Bowie, a sud. 

## Descrizione
Bowie, situato circa 180 km a ovest delle isole Haida Gwaii (o isole della Regina Carlotta), è il più giovane vulcano della catena, con un'età comunque maggiore di 700.000 anni, ed arriva a soli 24 m dalla superficie marina, mentre il più antico di questi è la montagna sottomarina di Kodiak, la più a nord, con un'età stimata attorno ai 24 milioni di anni, la cui vetta arriva a 2.300 m dalla superficie dell'acqua. 
Sebbene quest'ultima sia la cima più antica della catena di Kodiak-Bowie, nei suoi dintorni si trovano pieghe sul fondale marino che fanno pensare che parte della catena sia già subdotta in corrispondenza della fossa delle Aleutine, e che quindi l'origine della catena montuosa sia precedente all'età della montagna di Kodiak.

## Geologia
La catena sottomarina di Kodiak-Bowie è formata principalmente da vulcani spenti che si sono formati sopra la posizione del punto caldo di Bowie. Quest'ultimo è situato nei pressi della sopraccitata montagna di Bowie dove forma un rigonfiamento della crosta largo circa 150 km di cui però non è stato possibile stabilire lo spessore. 
Il punto caldo potrebbe aver cominciato la sua attività almeno 30 milioni di anni fa e, con lo spostarsi della placca pacifica verso nord ovest e quindi con il suo scorrere al di sopra del punto caldo, tale attività avrebbe dato origine alla catena di Kodiak-Bowie, la cui età, a causa della sopraccitata subduzione, non è però ricavabile, così come non lo è l'inizio dell'attività del punto caldo. 
La determinazione dell'età di alcune delle cime geograficamente appartenenti alla catena di Kodiak-Bowie ha fatto scoprire che non tutte queste cime sono state formate dal punto caldo di Bowie, bensì che alcune di esse hanno avuto origine dall'attività del punto caldo di Cobb e che si sono poi trovate, a causa dei sopraccitati movimenti della placca pacifica, a far parte della catena sottomarina di Kodiak Bowie; ne è un esempio la montagna sottomarina di Denson, la cui età è stimata essere di circa 18 milioni di anni e che si trova tra la montagna sottomarina di Dickens, avente un'eta di circa 4 milioni di anni, e quella di Bowie, avente un'età inferiore al milione di anni.
Esplorazioni condotte lungo la catena sottomarina hanno mostrato che, sebbene siano stati tutti originati, come detto, dal punto caldo di Bowie, i vari rilievi che la compongono differiscono tra loro sia per attività vulcanica che per dimensione e forma. Tali esplorazioni hanno anche mostrato la ricchezza delle forme di vita che abitano le montagne, tra cui si possono annoverare diverse specie di coralli, spugne e pesci. 
Alcune di queste specie, scoperte grazie a ricognizioni effettuate con sommergibili telecomandati, hanno permesso di espandere molto le nostre conoscenze circa i coralli dei mari profondi di questa regione. Proprio grazie alla diversità del proprio ecosistema, l'8 dicembre 1998, la montagna sottomarina di Bowie è stata dichiarata area marina protetta.
La catena sottomarina di Kodiak-Bowie si trova a nord della tripla giunzione delle placche 
pacifica, nordamericana e Explorer, denominata tripla giunzione della regina Charlotte. La determinazione dell'età della montagna sottomarina di Kodiak e di quella di Giacomini ha consentito di calcolare una velocità di spostamento media della catena in direzione nord-ovest di circa 6,5 cm/anno.

## Vulcani
Di seguito sono elencati alcuni dei vulcani presenti nella catena sottomarina, da nord a sud:
- Kodiak (24 milioni di anni)
- Giacomini (21 milioni di anni)
- Pratt
- Welker (15 milioni di anni)
- Dickens (4 milioni di anni)
- Denson (18 milioni di anni)
- Durgin
- Brown
- Quinn
- Surveyor
- Peirce
- Hodgkins
- Bowie (> 0,7 milioni di anni)
- Tuzo Wilson